# Jorge Giovanny Pazmiño Abril
Jorge Giovanny Pazmiño Abril OP (ur. 3 lipca 1965 w Baños) – ekwadorski duchowny katolicki, biskup Ambato od 2015.

## Życiorys

### Prezbiterat
Święcenia kapłańskie otrzymał 16 grudnia 1995 w zakonie dominikańskim. Był m.in. wykładowcą Papieskiego Uniwersytetu Katolickiego Ekwadoru oraz seminarium w Guayaquil, a także promotorem powołań i przełożonym zakonnego wikariatu generalnego.

### Episkopat
20 stycznia 2015 Franciszek mianował go biskupem ordynariuszem diecezji Ambato. Sakry udzielił mu 21 marca 2015 nuncjusz apostolski w Ekwadorze - arcybiskup Giacomo Guido Ottonello.